# Higiénikus ember
A Higiénikus ember a KFT együttes 2003-ban megjelent nagylemeze.

## Az album számai
1. Higiénikus ember (Laár)
2. Klón (Bornai)
3. Százszorszép (Laár-Bornai)
4. Madárijesztő (Márton-Laár)
5. Aki (Laár)
6. Teca (Bornai)
7. Hiányzó láncszem (Márton)
8. Üzen a Kiskanál (Bornai)
9. A bálnák is emberek (Laár)
10. Rózsa (Bornai)
11. Játszótér (Laár)

## Közreműködők
- Bornai Tibor – billentyűsök, ének
- Laár András – gitárok, ének
- II. Lengyelfi Miklós – basszusok, vokál
- Márton András- dobok, vokál